# Decitabine
Decitabine (tên thương mại Dacogen), hoặc 5-aza-2'-deoxycytidine, hoạt động như một chất ức chế tổng hợp axit nucleic. Nó là một loại thuốc để điều trị các hội chứng myelodysplastic, một nhóm các tình trạng trong đó các tế bào máu nhất định là rối loạn chức năng, và cho bệnh bạch cầu tủy cấp tính (AML). Về mặt hóa học, nó là một chất tương tự cytidine.

## Sử dụng y tế
Decitabine được sử dụng để điều trị hội chứng myelodysplastic (MDS) bao gồm điều trị trước đó và chưa được điều trị, de novo và MDS thứ phát của tất cả các tiểu loại Pháp-Mỹ (thiếu máu trơ, thiếu máu trơ với bệnh sideroblasts, thiếu máu khúc xạ trong chuyển đổi, và bệnh bạch cầu myelomonocytic mãn tính) và các nhóm Hệ thống chấm điểm quốc tế trung bình-1, trung cấp-2 và nguy cơ cao. Ở những bệnh nhân mắc bệnh thận mãn tính, Batty và các đồng nghiệp đã báo cáo loạt ca bệnh đầu tiên về tính khả thi của liệu pháp điều trị bằng thuốc hạ huyết áp ở bệnh nhân mắc bệnh thận mạn tính.
Nó cũng được EU chấp thuận cho bệnh bạch cầu tủy cấp tính (AML).

## Dược lý
Decitabine là một tác nhân hypomethylating. Nó hypomethylates DNA bằng cách ức chế DNA methyltransferase.
Nó hoạt động theo cách tương tự như azacitidine, mặc dù decitabine chỉ có thể được kết hợp vào chuỗi DNA trong khi azacitidine có thể được kết hợp vào cả chuỗi DNA và RNA.
Nó kết hợp với các chuỗi DNA khi sao chép, và sau đó khi các methyltransferase DNA (DNMTs) như DNMT1, được tham gia để liên kết DNA và sao chép quá trình methyl hóa thành chuỗi con gái, DNMT bị ràng buộc để decitabine không thể đảo ngược và không thể giải phóng. Do đó, hoạt động của decitabine phụ thuộc vào phân chia, nghĩa là các tế bào phải phân chia để dược phẩm hoạt động. Do đó, các tế bào ung thư phân chia nhanh hơn nhiều so với hầu hết các tế bào khác trong cơ thể sẽ bị ảnh hưởng nghiêm trọng hơn bởi decitabine chỉ vì chúng sao chép nhiều hơn. Trong các tế bào ung thư, và cụ thể hơn là trong các khối u ác tính về huyết học, có vẻ như quá trình tăng cường DNA thực sự rất quan trọng cho sự phát triển của chúng. Sự methyl hóa các đảo CpG ở thượng nguồn của các gen ức chế khối u để làm im lặng chúng dường như rất quan trọng đối với các loại ung thư này. Do đó, ở liều tối ưu, decitabine ngăn chặn loại methyl hóa này và có tác dụng chống neoplastic.

## Nghiên cứu - xơ vữa động mạch
Một số nhà điều tra đã chỉ ra mối quan hệ giữa xơ vữa động mạch và lưu lượng máu bị xáo trộn. Điều này điều chỉnh tăng biểu hiện methyltransferase DNA, dẫn đến thay đổi methyl hóa DNA trên toàn bộ gen và thay đổi biểu hiện gen toàn cầu. Các nghiên cứu này đã tiết lộ một số gen nhạy cảm cơ học, chẳng hạn như HoxA5, Klf3 và Klf4, có chất xúc tiến bị hypermethylated do dòng máu bị xáo trộn, nhưng được cứu bởi các chất ức chế methyltransferase DNA như 5-aza-2'-deoxycytidine. Người ta đã phát hiện ra rằng việc sử dụng chất ức chế methyltranferase DNA này ngăn ngừa sự hình thành tổn thương xơ vữa động mạch và làm giảm việc sản xuất các cytokine gây viêm bởi đại thực bào.